# Ľubomír Čajko
Ľubomír Čajko, též uváděn jako Ľubomír Čajka (* 29. listopadu 1939) byl slovenský a československý politik Komunistické strany Slovenska a poslanec Sněmovny národů Federálního shromáždění za normalizace.

## Biografie
Po volbách roku 1971 zasedl do slovenské části Sněmovny národů (volební obvod č. 121 - Hnúšťa-Likier, Středoslovenský kraj). Křeslo nabyl až dodatečně v říjnu 1975 v doplňovacích volbách poté, co zemřel poslanec Ondrej Klokoč. Ve FS setrval do konce funkčního období, tedy do voleb roku 1976.